# Портрет на папа Лъв X
„Портрет на папа Лъв X с кардиналите Джулио де Медичи и Луиджи де Роси“ е картина на известния италиански художник от епохата на Ренесанса Рафаело Санцио. Изложена е в Галерия „Уфици“ във Флоренция, Италия.
Папа Лъв X е син на Лоренцо Великолепни. Той е типичен ренесансов папа – добре образован, любител на лукса - представено на картината чрез красивата илюстрована Библия и изящния звънец на масата. Отляво е кардинал Джулио де Медичи, бъдещият папа Климент VII, а отдясно е Луиджи де Роси – друг кардинал от семейство Медичи. В този период от историята Мартин Лутер вече се е опълчил срещу корупция в църката, а папа Лъв X е обвинен, че продава индулгенции, за да финансира строежа на катедралата Св. Петър в Рим.